# Jakovlev Jak-11
Jakovlev Jak-11 (V kódu NATO "Moose") byl sovětský cvičný letoun, dvoumístný jednomotorový dolnoplošník se záďovým zatahovacím podvozkem poháněný hvězdicovým motorem Švecov AŠ-21.

## Vznik

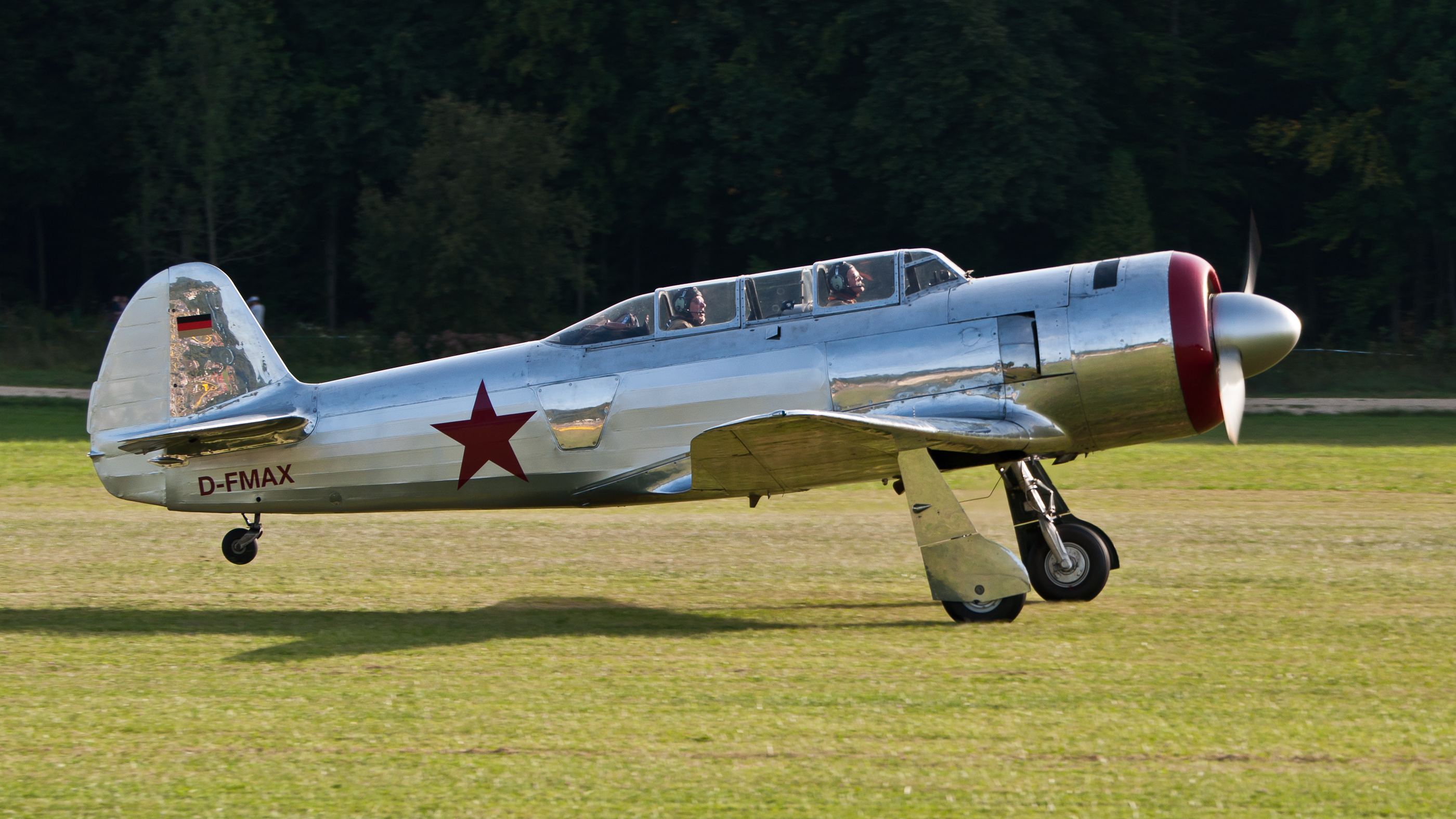
Jak-11 (D-FMAX)

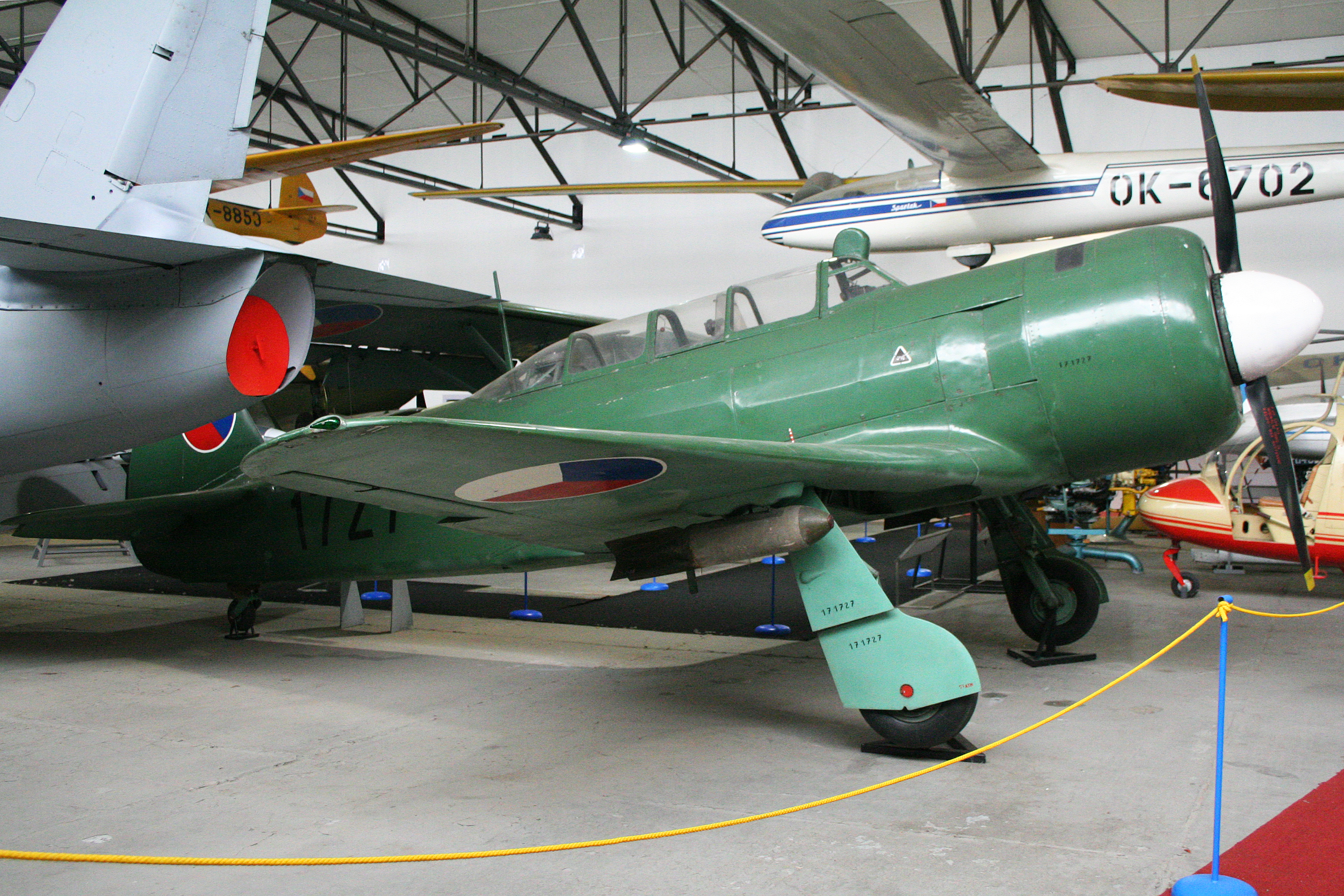
Let C-11 v Leteckém muzeu Kbely

V polovině roku 1944 vznesly VVS i námořní letectvo požadavek na projekt nového dvoumístného cvičného letounu. Jakovlevova konstrukční kancelář na tento požadavek zareagovala v roce 1945 vývojem prototypu Jak-3UTI, přičemž vycházela ze zkušeností s letounem Jak-3U. Zachovány zůstaly společné prvky s typem Jak-3U a Jak-3, zejména původní křídlo o rozpětí 9,4 m. Pohon zajišťoval hvězdicový sedmiválec Švecov AŠ-21 chlazený vzduchem, který roztáčel dvoulistou vrtuli VIŠ-111V-20 o průměru 3 m. Celokovový stroj měl dlouhý překryt společný pro obě kabiny. Výzbroj tvořil kulomet UBS se 100 náboji a letoun mohl nést dvě 100kg pumy FAB-100. Koncem roku 1945 s uspokojivými výsledky Jak-3UTI testoval pilot G. M. Klimuškin, stroj se však v této podobě sériově nevyráběl.
Z tohoto modelu však na podzim roku 1946 vznikl typ Jak-11. Jednalo se o vylepšenou verzi s delším krytem motoru. Po Klimuškinových podnikových zkouškách byl nový typ v říjnu 1946 představen ve Vědecko-výzkumném institutu sovětského letectva pro letové zkoušky, kde během testů splnil všechny požadované specifikace. Sériová výroba byla přidělena do Leningradu a Saratova s prvními dodávkami v polovině roku 1947.

## Popis konstrukce
Přední část trupu byla potažena překližkou, zadní plátnem. Jeho nosnou konstrukci tvořily ocelové trubky, na zádi překližka. Každá z kabin měla odsuvný kryt a oba piloti měli k dispozici kompletní sadu přístrojů včetně rádia RSI-3M/4M. Křídlo s dvěma kovovými nosníky a profilem Clark YH mělo vzepětí 5°. Potah mezi náběžnou hranou a předním nosníkem tvořil 2 mm duralový plech, poté se tloušťka potahu snižovala na 1 mm. Z duralu byly také ocasní plochy, křidélka a veškeré pohyblivé plochy. Motor AŠ-21 byl upevněn do lože pomocí pryžových silentbloků. Chladič oleje o objemu 39 l byl chlazen pomocí otvorů v kořenech křídla. Palivo bylo uloženo ve dvou 173 l nádržích v křídle se sběrnou nádrží o objemu 13,5 l. Zatahovací podvozek byl vybaven pneumatikami o rozměrech 600×180 mm, pevné ostruhové kolo pak 255×110 mm. Pod levou částí motorového krytu byl uložen kulomet UBS se 100 náboji a na jednu z výztuh krytu kabiny byl instalován fotokulomet PAU-22.

## Vývoj

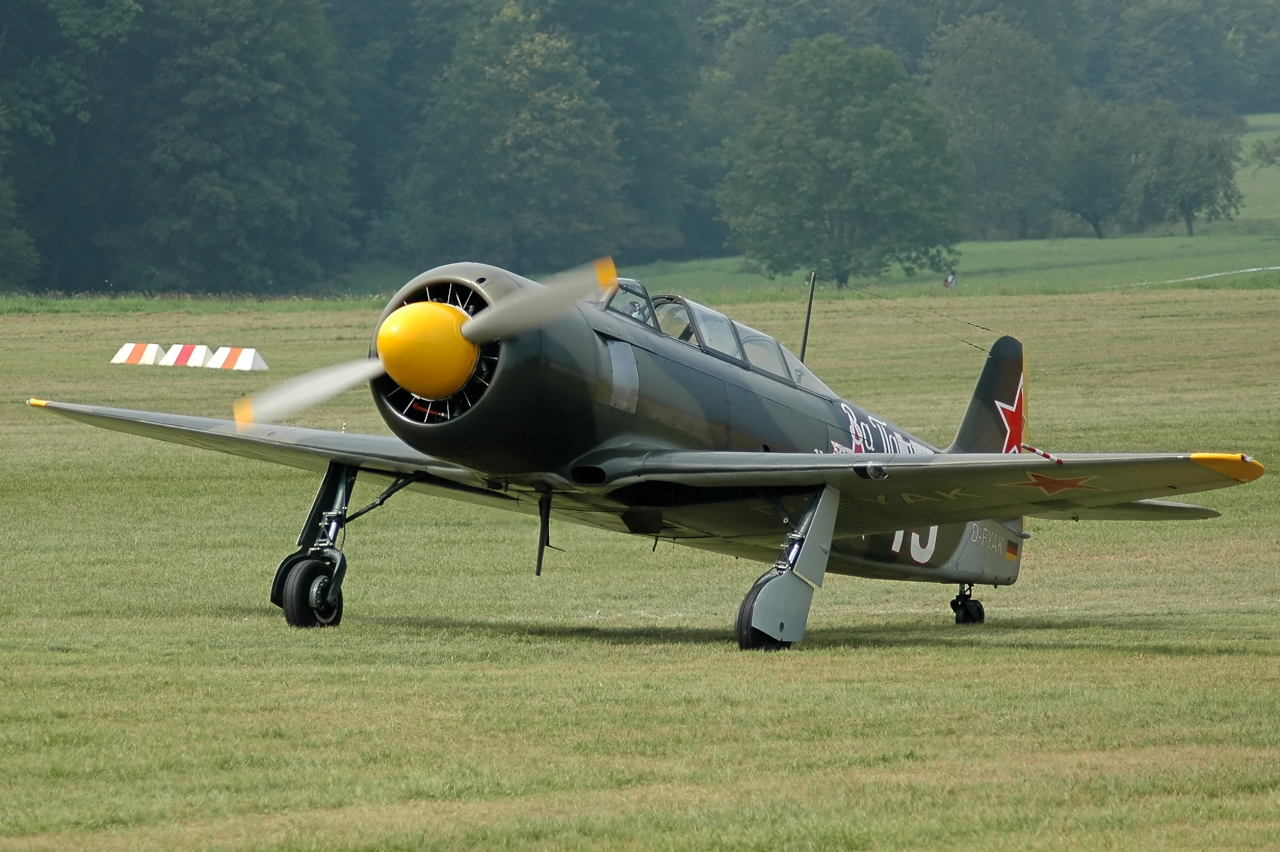
Let C-11 (D-FYAK)

Roku 1953 prodal Sovětský svaz licenci letounu Československu a v továrně Let Kunovice byl stroj vyráběn pod označením LET C-11. V letech 1953–1956 zde bylo vyrobeno 707 kusů vyzbrojených kulometem ŠKAS.
V Sovětském svazu se vyráběl v letech 1947–1956 a celkem zde bylo vyrobeno 3859 kusů.
V roce 1951 přišla Jakovlevova OKB s verzí Jak-11U s motorem AŠ-21 bez vrtulového kuželu a tříkolovým zatahovacím podvozkem příďového typu. Přední noha se zatahovala směrem dozadu do šachty pod motorem.

## Použití

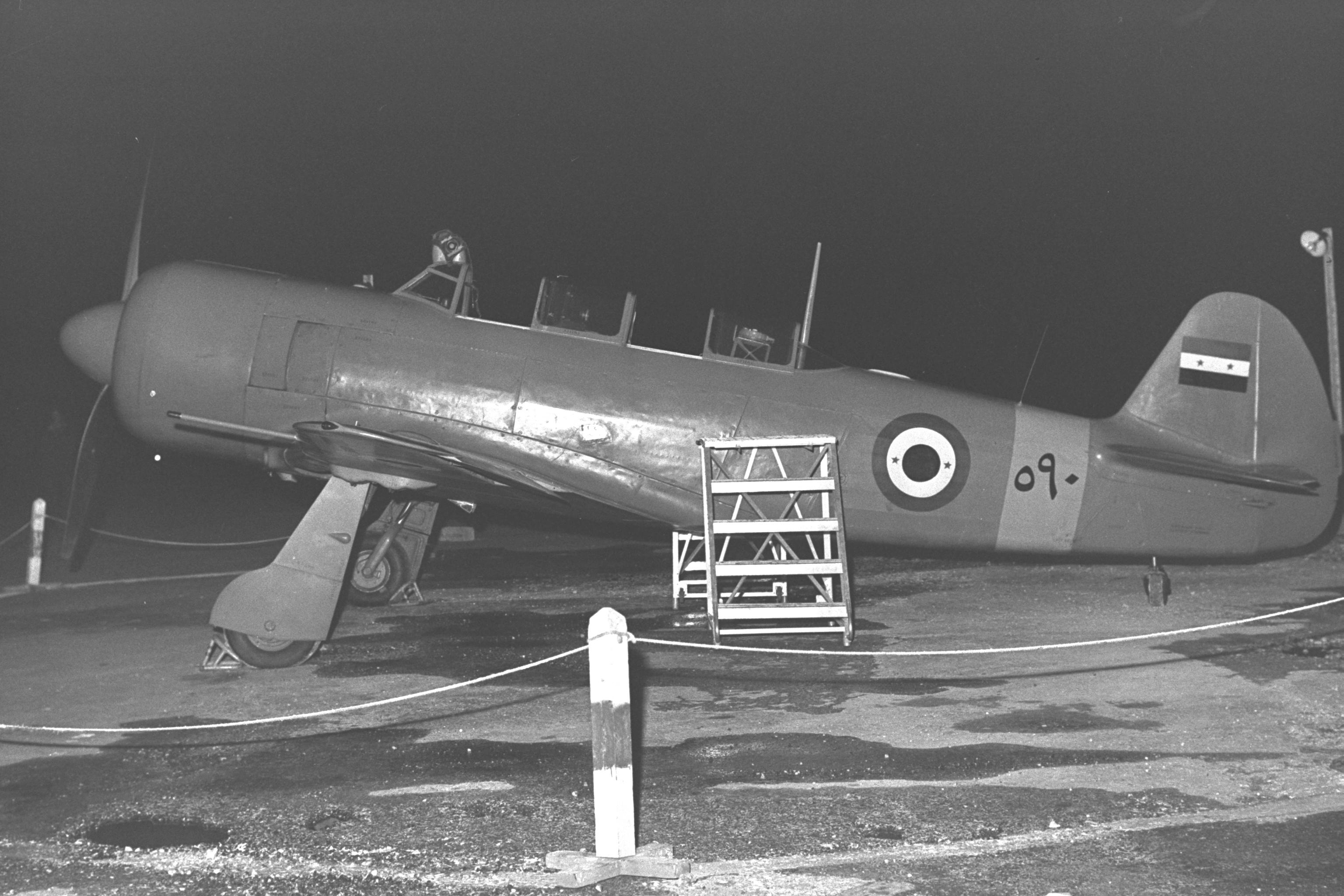
Jak-11, Egyptské vojenské letectvo, 1964

Letoun se používal pro výcvik pilotů stíhacích letadel, pro nácvik střelby, fotoprůzkum i bombardování. Kromě SSSR a Československa bylo letadlo používáno v zemích Varšavské smlouvy, ve spřátelených rozvojových zemích, ale též i v Österreichische Luftstreitkräfte. Další uživatelé byli Afghánské vzdušné síly, Albánské vzdušné síly, Alžírské letectvo, Bulharské letectvo, Letectvo Čínské lidové osvobozenecké armády, Egyptské vojenské letectvo, Indonéské letectvo, Irácké letectvo, Jemen, Maďarské letectvo, Polské letectvo, Rumunské letectvo, Letectvo Korejské lidové armády, Somálsko, Syrské arabské vzdušné síly a Letectvo Vietnamské lidové osvobozenecké armády.

## Specifikace

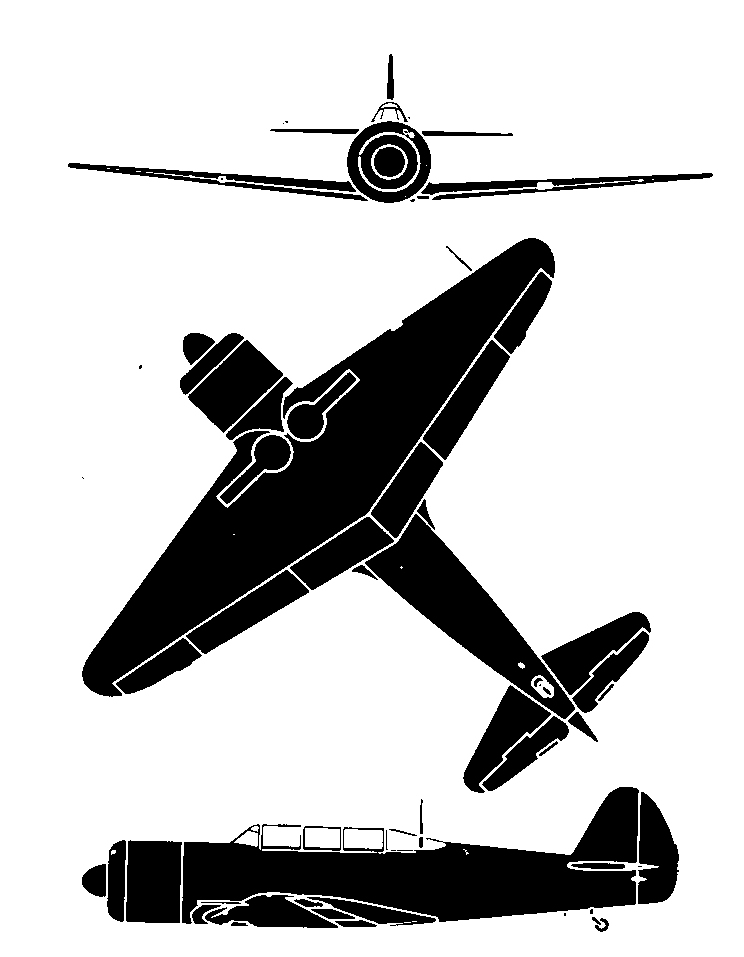
Třípohledová silueta

### Technické údaje
- Osádka: 2
- Rozpětí: 9,40 m
- Délka: 8,503 m
- Výška: 3,28 m
- Nosná plocha: 15,40 m²
- Hmotnost prázdného stroje: 1950 kg
- Užitečné celkové zatížení: 550 kg
- Pohonná jednotka: 1 × hvězdicový motor Švecov AŠ-21 (v Československu vyráběný v licenci jako M-21)
- Vzletový výkon: 700 k (515 kW)
- Předepsané palivo: etylizovaný letecký benzín s oktanovým číslem 95

### Výkony
- Max. rychlost: 460 km/hod (ve výšce 2500 m)
- Absolutní dostup: 7 100 m (ve dvojím obsazení)
- Max. dolet: 1 260 km

### Výzbroj
- 1 × kulomet ráže 12,7 mm
- 2 × 50kg puma